# Parish-Riegel
Der Parish-Riegel ist ein 3 km langer und 1,5 km breiter Gebirgskamm im ostantarktischen Viktorialand. In der Olympus Range des Transantarktischen Gebirges erstreckt er sich vom Parish Ledge in nördlicher Richtung durch das McKelvey Valley bis zur Insel Range. In seinem Erscheinungsbild ähnelt er dem Bonney-Riegel im Taylor Valley.
Das Advisory Committee on Antarctic Names benannte ihn 2004 in Anlehnung an die Benennung des Parish Ledge. Dessen Namensgeber ist der US-amerikanische Atmosphärenforscher Thomas R. Parish von der University of Wyoming, der zwischen 1981 und 1997 im Rahmen des United States Antarctic Program Untersuchungen zu den katabatischen Winden in Antarktika durchgeführt hatte.